# Międzykrywka

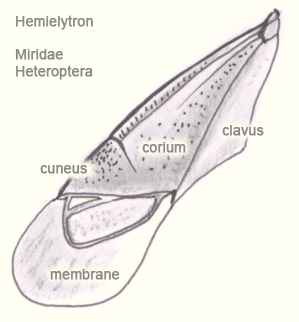
Półpokrywa pluskwiaka różnoskrzydłego

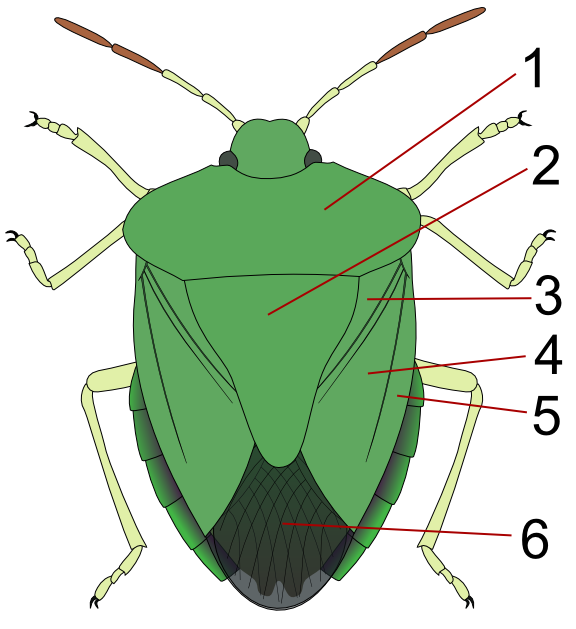
Widok górny tarczówki: międzykrywka oznaczona numerem 3

Międzykrywka, klawus (łac. clavus) – część półpokryw pluskwiaków różnoskrzydłych.
Ze względu na duży polimorfizm skrzydłowy międzykrywka może przybierać różną formę lub być w różnym stopniu zlana z innymi częściami skrzydła. U form "stafylinoidalnych" (ang. staphyliny) jest ona zlana z przykrywką (ang. corium), tak że jest nierozróżnialna. U form krótkoskrzydłych (ang. brachyptery) części te mogą być zlane lub nie, jednak są rozróżnialne. Formy "koleopteroidalne" (ang. coleoptery) mają międzykrywkę wydłużoną, zwykle zlaną i stykającą się z korium na całej długości. U form submakropterycznych (ang. submacroptery) i makropterycznych (ang. macroptery) międzykrywka jest zawsze wyraźna, choć u tych pierwszych może być zredukowana.
Wśród fauny Polski klawus jest dobrze wykształcony m.in. u tarczówek, wioślakowatych i pluskolcowatych a niewyróżnialny np. u nartnikowatych i poślizgowatych. U błotnicowatych i zajadkowatych międzykrywka ma postać błoniastą.
U Mesoveliinae międzykrywka wraz z zakrywką mają zdolność do odłamywania się, co może być przykładem autotomii.